# Monomorium nirvanum
Monomorium nirvanum är en myrart som beskrevs av Bolton 1987. Monomorium nirvanum ingår i släktet Monomorium och familjen myror. Inga underarter finns listade i Catalogue of Life.